# Una bellezza russa e altri racconti
Una bellezza russa e altri racconti è una raccolta di racconti di Vladimir Nabokov, pubblicata in Italia da Adelphi nel 2008; comprende in un solo volume tre delle quattro raccolte antologiche di tutti i racconti dell'autore russo naturalizzato statunitense, apparse negli Stati Uniti negli anni settanta per l'editore McGraw-Hill: A Russian Beauty and Other Stories (1973), Tyrants Destroyed and Other Stories (1975) e Details of a Sunset and Other Stories (1976); a queste si aggiunge la precedente raccolta Nabokov's Dozen apparsa nel 1958 presso Doubleday & Co.
I racconti sono tradotti sia dal russo sia dall'inglese. Con questa raccolta (che comprende anche tre inediti là non pubblicati) e la precedente La veneziana e altri racconti si completano in italiano i 65 racconti dell'edizione statunitense The Stories (nel Regno Unito pubblicata come Collected Stories), pubblicata da Alfred A. Knopf nel 1995.

## Racconti

### Nataša
- Наташа, prima pubblicazione: in italiano su Una bellezza russa e altri racconti nel 2008

Nataša Chrenov è una giovane russa che vive in esilio con il padre in una città europea; l'uomo è a letto, gravemente malato; un giorno in cui lui sembra stare meglio, la ragazza accetta di fare una gita fuori città con il compatriota barone Vol'f, pure emigrato a causa della rivoluzione. Al ritorno a casa, le sembra di vedere il padre che esce per andare a acquistare i giornali.
Datazione incerta (il manoscritto porta in calce la data di composizione scritta a mano e corretta più volte, forse, in 1921); ritrovato nel 2008, non è compreso nelle Collected Stories. Secondo Dmitri Nabokov, il padre non aveva intenzione di pubblicarlo ma avrebbe potuto anche cambiare idea, come fece in altri casi.

### La parola
- Слово, prima pubblicazione: rivista Rul’, Berlino, 7 gennaio 1923.

Un uomo che vive in esilio dalla patria immagina di vedere una schiera di angeli che gli mostra un mondo idilliaco sullo sfondo di una realtà barbara.
(Dmitri Nabokov)
Si tratta per primo racconto scritto dopo l'assassinio del padre dell'autore; Rul’ (“Il timone”) era la rivista dell'emigrazione russa a Berlino della quale il padre di Vladimir Nabokov era coeditore.

### In balìa del caso
- Случаиность, prima pubblicazione: rivista Segodnja, Riga, 22 giugno 1924

Un "émigré" russo lavora come cameriere sulla carrozza ristorante di un treno tedesco. Le coincidenze del caso vogliono che sua moglie, della quale ha perso le tracce da cinque anni e che egli crede si trovi ancora in Unione sovietica, sia arrivata a Berlino e viaggi sullo stesso convoglio, pochi scompartimenti più in là. I due non si incontreranno.
Il racconto fu rifiutato dalla rivista Rul’ perché uno dei protagonisti è cocainomane. Segodnja era una rivista dell'emigrazione russa pubblicata in Lettonia. In inglese il racconto porterà il titolo A Matter of Chance.

### Dettagli di un tramonto
- Катастрофа, prima pubblicazione: rivista Segodnja, Riga, 13 luglio 1924

Un tedesco di nome Mark deve sposarsi insieme a una giovane che è reduce da una storia d'amore con un altro uomo. Quando questi ritorna, la ragazza manda a monte il matrimonio, però Mark non viene a saperlo perché mentre torna a casa dal lavoro ha un incidente con il tram sul quale viaggia.
Scritto a Berlino nel giugno 1924; il titolo inglese Details of a Sunset secondo l'autore:

### Il temporale
- Гроза, prima pubblicazione: rivista Rul’, Berlino, agosto 1924

A Berlino durante un temporale un uomo vede precipitare nel giardino di casa il profeta Elia con tutto il carro, e dovrà aiutarlo a rimettersi in sesto.
Scritto nell'estate 1924 a Berlino, fu poi antologizzato nella raccolta "Vozvraščenie Čorba", Berlino 1930.

### Bachmann
- Бахман, prima pubblicazione: rivista Rul’, Berlino, 2 e 4 novembre 1924

Il virtuoso pianista Bachmann, trasandato ma molto dotato, vive una relazione con una donna, così stretta che quando lei muore di malattia, lui perde la ragione.
Scritto a Berlino nell'ottobre 1924; Bachmann sembra un antesignano del protagonista di "La difesa di Lužin".

### Natale
- Рождество, prima pubblicazione: rivista Rul’, Berlino, 6 e 8 gennaio 1925

A natale, il giorno dopo la morte del figlio, un uomo ritorna nella casa di campagna dove trascorreva le vacanze estive insieme al bambino. Circondato dai ricordi del piccolo, si lascia andare al rimpianto.
Scritto a Berlino alla fine del 1924.

### Una lettera che non raggiunse mai la Russia
- Письмо в Россию, prima pubblicazione: rivista Rul’, Berlino, 29 gennaio 1925

Un uomo espatriato a Berlino dopo la Rivoluzione d'ottobre scrive una lettera a una donna rimasta a Pietroburgo.
Scritto nel 1925, è il frammento sopravvissuto di due capitoli che avrebbero dovuto essere l'inizio di un progettato romanzo dal titolo счастье (“Felicità”). Altri frammenti dello stesso saranno inclusi nel romanzo Maria (Машенька, 1926).

### Pioggia di Pasqua
- Пасхальный Дождь, prima pubblicazione: rivista Russkoe Echo, aprile 1925

Ambientato fra l'emigrazione russa in Svizzera, con una governante che tenta di recuperare la tradizione ortodossa delle uova di Pasqua.
A lungo ritenuto completamente perduto, il racconto fu ritrovato negli anni novanta dalla ricercatrice Svetlana Polsky, residente in Svezia, nella Deutsche Bücherei di Lipsia.

### Il ritorno di Čorb
- Возвращение Чорва, prima pubblicazione: rivista Rul’, Berlino, 12 e 13 novembre 1925

Un uomo torna in Germania dal viaggio di nozze e non ha il coraggio di affrontare i suoceri perché la moglie, da lui sposata senza il loro consenso, è morta per un incidente in Francia.
Una traduzione in inglese a cura di Gleb Struve apparve in un'antologia intitolata This Quarter pubblicata a Parigi nel giugno 1932, come autore riportava lo pseudonimo Vladimir Sirin.

### Guida di Berlino
- Путеводитель го Берлинн, prima pubblicazione: rivista Rul’, Berlino, 24 dicembre 1925

Il narratore osserva le trasformazioni in atto nella capitale tedesca, dove si trova in esilio dopo la rivoluzione, e le mette per iscritto sotto forma di “voci” da guida turistica.
Scritto nel dicembre 1925 nella capitale tedesca.

### Favola
- Сказка, prima pubblicazione: rivista Rul’ nn. 27 e 29, Berlino, 1926

Il timido protagonista immagina di fare sue le donne che vede dal tram. Un giorno incontra il diavolo, nella forma di una donna tedesca di mezza età, che gli promette che potrà avere tutte le donne che vuole, a patto che il loro numero sia dispari.
Scritto a Berlino tra fine maggio e inizio giugno 1926.

### Terrore
- Ужас, prima pubblicazione: rivista Sovremennye Zapiski, Parigi, 1926

La psicologia del narratore deforma la sua percezione della realtà, fino a precipitarlo in un orrore patologico.
Scritto a Berlino intorno al 1926.

### Il passeggero
- Пассажир, prima pubblicazione: rivista Rul’, Berlino, 6 marzo 1927.

Un uomo in treno rimane affascinato dal passeggero che dorme nella cuccetta sopra la sua durante un viaggio notturno.
Scritto a Berlino all'inizio del 1927.

### Il campanello
- Звонок, prima pubblicazione: rivista Rul’, Berlino, 1927 (probabilmente)

Un giovane russo emigrato all'estero a causa della rivoluzione riesce a rintracciare la madre, a sua volta in esilio a Berlino. Si reca a farle visita ma non è il momento opportuno: la donna aspetta per cena un uomo ancora più giovane del figlio.
L'autore non riuscì mai a stabilire con precisione la data di pubblicazione di questo racconto.

### Una questione d'onore
- Подлец, prima pubblicazione: rivista Rul’, Berlino, 1927 (probabilmente)

Tornato a casa prima del previsto, trova la moglie a letto con un proprio amico. Lo sfida a duello, poi rimane tormentato dalla possibilità di essere ucciso. Invece di presentarsi sul campo dov'è atteso dai padrini fugge, ma nessuno scoprirà la sua mancanza di coraggio perché anche il suo avversario ha fatto altrettanto.

### Il folletto patata
- Картофель эльф, prima pubblicazione: rivista Russkoe Echo’, aprile 1924

Un nano che si esibisce in spettacoli da circo viene sedotto dalla moglie di un collega. Solo parecchi anni dopo scoprirà che ha messo incinta la donna.
Diversamente dal solito, questo racconto è ambientato in Inghilterra. Nelle proprie note, l'autore scrive erroneamente che il racconto è stato scritto a Berlino nel 1929 e pubblicato lo stesso anno per la prima volta sulla rivista "Rul'" tra il 15 e il 19 dicembre, in realtà la prima edizione risale a cinque anni prima.

### L'Aureliano
- Пильграм, prima pubblicazione: rivista Sovremennye Zapiski, Parigi, 1931[6]

Un anziano collezionista di farfalle ottiene un guadagno enorme dalla vendita della collezione di un suo collega defunto, e invece di consegnarlo alla vedova decide di fuggire dalla moglie e recarsi in Spagna.
Scritto nel 1930 e pubblicato a Parigi con lo pseudonimo V.Sirin.

### Il dritto
- Хват, prima pubblicazione: rivista Segodnja, Riga, data da accertare[5]

Un uomo abborda su un treno una donna che viaggia nel suo compartimento, scendono alla stessa stazione e lei lascia che la segua a casa sua.
Le due principali riviste degli emigrati russi, Rul’ e Poslednie Novosti, respinsero il racconto perché “sconveniente e brutale”.

### Una brutta giornata
- Обида, prima pubblicazione: rivista Poslednie Novosti, Parigi, 12 luglio 1931

Nella Russia prerivoluzionaria, un ragazzino raggiunge malvolentieri una casa di campagna, perché non si trova a suo agio con i coetanei. Ha un debole per una ragazzina, che però lo ignora, influenzata dagli altri. Mentre giocano a nascondino viene praticamente dimenticato dai compagni che partono per un pic nic.
Nella prima pubblicazione, apparve con una dedica a Ivan Bunin. L'autore sostiene che non si tratta di un ricordo di se stesso da ragazzo, ma che il proprio carattere vada ripartito fra i tre giovani personaggi maschi.

### Una visita al museo
- Посещение музея, prima pubblicazione: rivista Sovremennye Zapiski vol LXVIII, Parigi, 1939

Un uomo viene incaricato di verificare se in un museo di provincia si trova davvero il ritratto del parente di un suo amico. Nel museo, vive una vicenda surreale che lo porterà direttamente nel suo incubo, la Russia sovietica.

### Un uomo occupato
- Занятой человек, prima pubblicazione: rivista Poslednie Novosti, Parigi, 20 ottobre 1931

Racconto ambientato nell'emigrazione russa a Berlino.
Scritto a Berlino tra il 17 e il 26 settembre 1931.

### Terra incognita
- Terra Incognita, prima pubblicazione: rivista Poslednie Novosti, Parigi, 22 novembre 1931

Una rocambolesca esplorazione in un'immaginaria terra vergine, e i contrasti tra i partecipanti.

### L'incontro
- Встреча, prima pubblicazione: rivista Poslednie Novosti, Parigi

Il protagonista, russo emigrato dopo la Rivoluzione, incontra dopo dieci anni il fratello che invece è diventato un dirigente sovietico, e se la passa meglio di lui.

### Labbra contro labbra
- Уста к устам, prima pubblicazione: antologia Vesna v Fial'te, Cechov Publishing House, New York City 1956

Un commerciante che ritiene di avere talento di scrittore riesce a farsi accettare la pubblicazione di un romanzo in appendice a una rivista dell'emigrazione russa, solo perché sovvenziona l'editore. Scoprirà la verità per caso nel foyer di un teatro.
Accettato per la pubblicazione dalla rivista Poslednie Novosti, fu cancellato all'ultimo momento perché dietro i personaggi era possibile riconoscere persone viventi.

### L'atreplice
- Лебеда, prima pubblicazione: Poslednie Novosti, Parigi, 31 gennaio 1932

Pietroburgo, un ragazzino scopre che il padre è stato sfidato a duello e teme per la sua vita.
Si riconoscono in questo racconto molti dettagli contenuti nel nono capitolo dell'autobiografia di Nabokov, Parla, ricordo. I ricordi si riferiscono a episodi accaduti a Pietroburgo attorno al 1910.. In inglese il racconto porterà il titolo Orache.

### Musica
- Музыка, prima pubblicazione: Poslednie Novosti, Parigi, 27 marzo 1932

Un uomo rivede dopo due anni l'ex moglie nel corso di un concerto privato, e scopre di essere ancora molto preso da lei.
Scritto a Berlino all'inizio del 1932.

### Perfezione
- Совершенство, prima pubblicazione: Poslednie Novosti, Parigi, 27 marzo 1932

Un giovane istitutore viene convinto dalla madre del suo pupillo ad accompagnarlo al mare sulla costa della Pomerania. L'intellettuale è piuttosto schivo e pudico, e sente la responsabilità per l'incolumità del ragazzino.
Scritto a Berlino nel giugno 1932.

### La guglia dell'Ammiragliato
- Адмиралтейская игла, prima pubblicazione: Poslednie Novosti, Parigi, 4 e 5 giugno 1933

Leggendo un romanzo sentimentale pubblicato sotto pseudonimo, un russo emigrato riconosce la propria storia d'amore con Katja, e scrive all'autore per domandargli come sia possibile che conosca la sua vita in particolari troppo privati.
Scritto nel maggio 1933 a Berlino; l'autore sostiene che non si tratta di un racconto autobiografico e che la Katja del racconto è un personaggio inventato.

### Il Leonardo
- Королььок, prima pubblicazione: Poslednie Novosti, Parigi, 23 e 24 luglio 1933

Un uomo diventa oggetto di scherno da parte di due bulli che vivono nello stesso palazzo, e cercano ogni pretesto per offenderlo. Arriveranno fino a ucciderlo, e solo in quel momento scopriranno che il vicino di casa era un falsario noto alla polizia.
Scritto a Berlino in riva al lago Grünewald nell'estate 1933; nello slang della malavita statunitense, un Leonardo è un falsario, e traduce il russo "Королььок", “reuccio”.

### In memoria di L.I. Šigaev
- Памятьи Л.И. Шигаева, prima pubblicazione: probabilmente su Poslednie Novosti

Nabokov è quasi sicuro di averlo scritto all'inizio del 1934 a Berlino, non è ancora stato possibile appurare con esattezza la data della prima pubblicazione.

### Il cerchio
- Круг, prima pubblicazione: probabilmente su Poslednie Novosti

Il racconto nasce da una costola del romanzo Il dono, il punto di vista però non è più quello del protagonista bensì del figlio del maestro di scuola, che ricorda una passione adolescenziale per la figlia del padrone.
Scritto a Berlino a metà 1936, poco prima di lasciare per sempre la Germania. Non è ancora stato possibile appurare con esattezza la data della prima pubblicazione.

### Una bellezza russa
- Красавица, prima pubblicazione: Poslednie Novosti, Parigi, 18 agosto 1934

Il racconto è la breve e triste storia di Ol'ga, giovane aristocratica che giocando con la propria avvenenza si sposa soltanto a trent'anni con un uomo che chiede la sua mano a casa di amici comuni.

### Una brutta notizia
- Оповещение, prima pubblicazione: in un periodico dell'emigrazione russa non ancora identificato, circa 1935

Il giovane figlio di una donna russa emigrata a Berlino muore a Parigi in un incidente di lavoro; nessuno dei suoi conoscenti ha il coraggio di dirglielo, ma poco per volta si radunano tutti a casa della donna dove la situazione si fa paradossale.
L'argomento del racconto e la sua ambientazione richiamano quelli del successivo “Signs and symbols”, scritto in inglese dieci anni più tardi.

### Fumo torpido
- Тяжелый дым, prima pubblicazione: Poslednie Novosti, Parigi, 3 marzo 1935

Un ragazzo ascolta la sorella che amoreggia nella stanza vicina con il fidanzato. La giovane gli chiede di andare a domandare una sigaretta al padre, e questo gli ispira la scrittura di un verso.

### Reclutamento
- Набор, prima pubblicazione: Poslednie Novosti, Parigi, 18 agosto 1935

L'autore nota un uomo nel corso di un seppellimento in un cimitero e si “impadronisce” del suo aspetto, reclutandolo come personaggio per un futuro racconto.
Scritto a Berlino nell'estate 1935.

### Una «tranche de vie»
- Случай из жизни, prima pubblicazione: Poslednie Novosti, Parigi, 22 settembre 1935

### Primavera a Fial'ta
- Весна в Фиальте, prima pubblicazione: rivista Sovremennye Zapiski, Parigi, 1938

Da sempre innamorato di Nina, giovane émigrée russa incontrata più volte in tutti i luoghi dell'esilio, il protagonista la rivede ancora una volta durante una villeggiatura a Fial'ta, dove lei è in compagnia del marito, uno scrittore tronfio e troppo sicuro di sé.
Pubblicato con lo pseudonimo V. Sirin.. La traduzione inglese (Spring in Fialta) sarà fatta dallo stesso autore, con la collaborazione di Peter Pertzov.

### Nuvola, lago, castello
- Облако, озеро, башня, prima pubblicazione: rivista Sovremennye Zapiski, Parigi, 1937

Un timido emigrato russo vince a una lotteria un viaggio premio in una zona turistica; i compagni di viaggio lo trasformano subito nel proprio zimbello. Prendono alloggio in un palazzo signorile in campagna, lui decide di trasferirsi lì per sempre, ma i compagni lo maltrattano e lo costringono a seguirli sino alla fine del viaggio.
Anche di questo racconto la traduzione inglese (Cloud, Castle, Lake ) sarà fatta dallo stesso autore, con la collaborazione di Peter Pertzov.

### La distruzione dei tiranni
- Истребление тиранов, prima pubblicazione: rivista Russkie Zapiski, Parigi, agosto 1938

La voce narrante ha conosciuto nell'infanzia e nell'adolescenza l'uomo che adesso è diventato il padre della patria, un dittatore che ha molte caratteristiche riconducibili a Stalin. L'odio per il tiranno è così forte che medita di ucciderlo per liberare la nazione, e ricorda gli anni lontani in cui quest'uomo così detestato era compagno di avventura del proprio fratello, morto annegato.
Scritto a Mentone tra primavera ed estate 1938, per la figura del tiranno Nabokov si ispirò a Stalin, Hitler e Lenin.

### Lik
- Лик, prima pubblicazione: rivista Russkie Zapiski, Parigi, febbraio 1939

Lik è lo pseudonimo di un attore di teatro, un russo in esilio che si trova in tournée in Costa Azzurra. Qui si imbatte per caso in un vecchio conoscente di gioventù, che lo tormentava a scuola. Adesso l'uomo, a sua volta in esilio, ha una fortuna ancora più scarsa della sua, e ancora una volta tenta di approfittare facendogli provare sensi di colpa.
Il racconto è stato scritto in Costa Azzurra.

### Madeimoselle O
- Mademoiselle O, prima pubblicazione: rivista Mesures, Parigi, 1939

Mademoiselle O è l'istitutrice francese di Vladimir Nabokov bambino e di suo fratello, prima della rivoluzione.
Il racconto fu scritto direttamente in lingua francese, e riflette una realtà quasi completamente autobiografica, tanto è vero che appare, con qualche modifica, come quinto capitolo di “Parla, ricordo”.. La traduzione inglese, con lo stesso titolo, è stata fatta dall'autore con la collaborazione di Hilda Ward.

### Vasilij Šiškov
- Василий Шишков, prima pubblicazione: rivista Russkie zapiski, Parigi, 1939

Un giovane russo si presenta a Vladimir Nabokov portandogli una raccolta delle proprie poesie, che lo scrittore trova interessanti.
Questo racconto fa parte di un tiro giocato da Nabokov al critico letterario émigré George Adamovich, che lo recensiva sempre in modo negativo. Nabokov pubblicò delle poesie con lo pseudonimo Vasilij Šiškov e poi raccontò in questo brano il suo presunto incontro con l'autore. Adamovich recensì con un certo entusiasmo il lavoro di Šiškov.

### Ultima Thule
- Ultima Thule, prima pubblicazione: rivista Novij Žurnal, New York 1942

Il protagonista Sineusov, un uomo al quale è di recente morta la moglie, si intestardisce ad indagare sull'esperienza “mistica” del compatriota Fal'ter. Costui afferma di avere ricevuto la rivelazione del segreto dell'esistenza. In un lungo colloquio, Sineusov tenta di farlo cadere in contraddizione.
Questo racconto e il successivo Solus Rex sono due capitoli sopravvissuti di un romanzo, mai portato a termine, sul quale Nabokov lavorava nell'inverno 1939-40, l'ultimo in cui scrisse prosa in russo, prima del trasferimento negli Stati Uniti per fuggire la guerra.

### Solus Rex
- Solus Rex, prima pubblicazione: rivista Sovremennye zapiski, Parigi, 1940

Nell'immaginaria isola di Ultima Thule, governata da una monarchia parlamentare, il re in carica rievoca le vicissitudini che lo hanno portato sul trono malgrado fosse il secondo in linea ereditaria. Suo cugino Adulf era infatti stato coinvolto in un vasto scandalo di depravazione sessuale che l'aveva fatto diventare vittima di una congiura.
Il racconto è creato dall'immaginazione di Sineusov, il protagonista di “Ultima Thule” e del romanzo incompiuto che avrebbe dovuto evolvere da questo. Sineusov infatti immagina di far rivivere la moglie morta sotto le spoglie della regina di Ultima Thule. “Solus Rex” è una definizione per un problema scacchistico: “Se il Re è l'unico pezzo nero rimasto sulla scacchiera, il problema si considera come appartenente alla categoria Solus Rex.”

### L'assistente del produttore
- The Assistant Producer, prima pubblicazione: rivista Atlantic Monthly

Il racconto rievoca, come se fosse un film proiettato su uno schermo, la storia di due russi emigrati: lei è una cantante, lui un generale che si sbarazza fisicamente dei propri concorrenti al titolo di presidente dell'Armata Bianca, gli antibolscevichi esiliati in Francia.
Il racconto è stato scritto in inglese; l'autore scrive nella prefazione della raccolta Nabokov's Dozen che è basato su fatti reali.

### «Che una volta in Aleppo...»
- «That in Aleppo Once...», prima pubblicazione: rivista Atlantic Monthly

Nel corso della disordinata fuga dalla Francia davanti all'invasione tedesca, un uomo perde il treno sul quale è partita la moglie. La ritrova alcuni giorni dopo a Nizza, ma lei gli confessa di essersi nel frattempo innamorata di un altro uomo, e mette in giro tra gli amici voci false sulla sua crudeltà coniugale.

### Un poeta dimenticato
- A Forgotten Poet, prima pubblicazione: rivista Atlantic Monthly, 1947

Un giovane poeta russo muore annegato all'età di 22 anni, anche se non si ritrova il corpo. Cinquant'anni più tardi la sua opera diventa famosa e si organizza una serata commemorativa di raccolta fondi per un monumento. Il poeta si ripresenta confessando di essersi nascosto per tutto quel tempo, ma non viene creduto.

### Il tempo e il riflusso
- Time and Ebb, prima pubblicazione: rivista Atlantic Monthly, 1947

Un uomo di novant'anni ricorda la propria giovinezza, quando giunse negli Stati Uniti per sfuggire al nazismo

### Quadro di conversazione, 1945
- Conversation Piece, prima pubblicazione: New Yorker, 1947

Il protagonista è perseguitato da un suo omonimo, per colpa del quale viene talvolta considerato con sospetto dalle polizie di vari paesi. Emigrato negli Stati Uniti, pensa di avere risolto il problema ma riceve un invito per una serata che è chiaramente rivolto al suo omonimo. Si ritrova in un salotto incline a considerare il nazismo con indulgenza.
La prima pubblicazione avvenne con il titolo Double Talk.

### Segni e simboli
- Signs and Symbols, prima pubblicazione: New Yorker, 1946

Due genitori si recano in una casa di cura a trovare il figlio, afflitto da gravi turbe psichiche. Il ragazzo ha tentato suicidio. Decidono di portarlo a casa prima che avvenga l'irreparabile.

### Primo amore
- First Love, prima pubblicazione: New Yorker

Racconto autobiografico ambientato a inizio secolo, durante un viaggio dell'autore da ragazzino con il treno da Pietroburgo fino a Parigi, e poi da lì a Biarritz. Il primo amore adolescente.
La prima pubblicazione avvenne con il titolo Colette. A parte i nomi, il racconto è fedele in ogni dettaglio ai ricordi di Nabokov. Il testo è fortemente autobiografico, al punto da diventare il settimo capitolo dell'autobiografia “Parla, ricordo”.

### Scena dalla vita di un doppio mostro
- Scenes from the Life of a Double Monster, prima pubblicazione: Reporter

In un villaggio del Caucaso, una giovane violentata dà alla luce due gemelli attaccati in un solo doppio corpo.

### Le sorelle Vane
- The Vane Sisters, prima pubblicazione: Hudson Review, New York, inverno 1959

Un uomo viene a sapere della morte di Cinzia Vane, una sua conoscente, e rievoca quello che sa di lei, la sua passione per l'esoterismo, il suo carattere difficile, il suicidio della sorella minore.
Scritto a Ithaca, stato di New York, nel febbraio 1951. “Non pubblichiamo acrostici” avrebbe detto il New Yorker respingendo il racconto. Il riferimento è all'escamotage con il quale l'autore chiude il racconto: le iniziali di ogni parola dell'ultimo paragrafo compongono un “messaggio” delle sorelle Vane dall'oltretomba:
blurred, yellow-clouded, yielding nothing tangible. Her inept
acrostics, maudlin evasions, theopathies-- every recollection
formed ripples of mysterious meaning. Everything seemed

### Lance
- Lance, prima pubblicazione: New Yorker

Lancelot Boke è il primo uomo lanciato nello spazio, dal quale farà ritorno.

## Le raccolte originali
I racconti contenuti in questa antologia italiana provengono dalla traduzione di quattro delle cinque raccolte in lingua inglese nelle quali è collezionata tutta l'opera breve di Nabokov. I titoli contenuti nelle singole raccolte sono i seguenti:
| Nabokov's Dozen               | A Russian Beauty      | Details of a Sunset                         | Tyrants Destroyed           |
| ----------------------------- | --------------------- | ------------------------------------------- | --------------------------- |
| L'aureliano                   | Una bellezza russa    | Dettagli di un tramonto                     | La distruzione dei tiranni  |
| Nuvola, lago, castello        | Il Leonardo           | Una brutta giornata                         | Favola                      |
| Primavera a Fial'ta           | Fumo torpido          | L'atreplice                                 | Musica                      |
| Mademoiselle O                | Una brutta notizia    | Il ritorno di Čorb                          | Lik                         |
| Un poeta dimenticato          | Labbra contro labbra  | Il passeggero                               | Reclutamento                |
| L'assistente del produttore   | Una visita al museo   | Una lettera che non raggiunse mai la Russia | Terrore                     |
| ”Che una volta in Aleppo…”    | Una questione d'onore | Guida di Berlino                            | La guglia dell'Ammiragliato |
| Il tempo e il riflusso        | Terra Incognita       | Il campanello                               | In balia del caso           |
| Quadro di conversazione, 1945 | Il dritto             | Il temporale                                | In memoria di L.I.Šigaev    |
| Segni e simboli               | Ultima Thule          | L'incontro                                  | Bachmann                    |
| Primo amore                   | Solus Rex             | Una tranche de vie                          | Perfezione                  |
| Lance                         | Il folletto patata    | Natale                                      | Vasilij Šiškov              |
|                               | Il cerchio            | Un uomo occupato                            |                             |

## Edizioni italiane
- Vladimir Nabokov, Una bellezza russa e altri racconti, traduzione di Dmitri Nabokov, Franca Pece, Anna Raffetto e Ugo Tessitore, (coll. "Biblioteca Adelphi" n. 520), Milano, Adelphi, 2008, ISBN 978-88-459-2215-2.
- Vladimir Nabokov, La distruzione dei tiranni, traduzione di Pier Francesco Paolini, coll. Prosa contemporanea, Guanda, 1993, ISBN 978-88-7746-312-8.